# Bródki (obwód wołyński)
Bródki (ukr. Брі́дки) – wieś na Ukrainie w rejonie kowelskim, obwodu wołyńskiego. Liczy 377 mieszkańców.
Do 2020 w rejonie starowyżewskim.